# 奥芬太尼
奥芬太尼（INN：ocfentanil）也称 A-3217，是一种在结构上与芬太尼相似的强效合成類阿片药物。它在2015年被中国列为管控物质，在2018年2月被美国列为I类管控药物。